# Будинок Потоцьких (Могилів-Подільський)
Будинок Потоцьких — історична та архітектурна пам'ятка, розташована в місті Могилів-Подільський Вінницької області. Це невелика двоповерхова будівля є важливою частиною культурної спадщини міста і привертає увагу туристів своєю архітектурною виразністю та історичною значущістю. Завдяки своїй історичній та архітектурній цінності, Будинок Потоцьких є важливим елементом культурного ландшафту Могилів-Подільського та Вінницької області. Він символізує багату історію регіону та є невід'ємною частиною національної спадщини України. Тут проводилися численні суспільні заходи, прийоми та бали. Згодом будівля стала місцем розташування різних адміністративних установ

## Історія
Будинок Потоцьких був побудований у XIX столітті, коли Могилів-Подільський входив до складу Російської імперії. Цей період відзначався активним розвитком міста як торгового та адміністративного центру. Будівництво будинку ініціював представник відомого польського шляхетського роду Потоцьких, що мав значний вплив на політичне та економічне життя регіону. Будинок Потоцьких є яскравим зразком архітектури пізнього класицизму з елементами модерну, що було характерним для другої половини XIX століття. Фасад будівлі оздоблений колонами та ліпниною, що надає їй урочистого вигляду. Інтер'єри відзначаються багатим декором, високими стелями та просторими залами.

## Туризм
На сьогоднішній день Будинок Потоцьких зберігся в доброму стані і є об'єктом культурної спадщини України. Він продовжує привертати увагу туристів і дослідників, які цікавляться історією та архітектурою Поділля. У будівлі проводяться екскурсії, що дозволяють зануритися в атмосферу минулих епох та дізнатися більше про життя та діяльність родини Потоцьких.